# A muso duro (album)
A muso duro è il sesto album in studio di Pierangelo Bertoli pubblicato nel 1979; è il terzo album realizzato per la Ascolto.

## Descrizione
L'album contiene otto brani arrangiati da Gianfranco Monaldi: sei sono inediti mentre degli altri due uno, L'autobus, era già stato pubblicato nel 1974 sul 45 giri L'autobus/Matrimonio e sul primo LP, Rosso colore dell'amore, e l'altro, Cose, era stato inciso l'anno precedente dal coautore Alfonso Borghi nel suo album La fola dell'oca.

## Tracce
LATO A
1. A muso duro – 4:42 (testo: Pierangelo Bertoli – musica: Fabrizio Urzino)
2. Dietro me – 3:48 (Riccardo Borghetti)
3. Non finirà – 3:18 (testo: Pierangelo Bertoli – musica: Marco Dieci)
4. L'autobus – 5:26 (testo: Pierangelo Bertoli – musica: Alfonso Borghi)

LATO B
1. Cose – 3:57 (testo: Pierangelo Bertoli – musica: Alfonso Borghi)
2. Filastrocca a motore – 4:13 (testo: Pierangelo Bertoli – musica: Marco Dieci)
3. Scoppiò un sorriso – 4:45 (Pierangelo Bertoli)
4. Srotolando parole – 4:46 (testo: Pierangelo Bertoli – musica: Bruno Marro)

## Formazione
- Pierangelo Bertoli – voce
- Beppe Amato – chitarra solista, cori
- Gianfranco Monaldi – sintetizzatore
- Marco Dieci – tastiera, cori, pianoforte, Fender Rhodes, armonica
- Massimo Luca – chitarra acustica, chitarra elettrica
- Danilo Bertelli – basso
- Fabrizio Urzino – batteria
- Glauco Borrelli – basso
- Renato Riccio – viola
- Sergio Almangano – primo violino
- Gian Maria Berlendis – primo violino
- Nazareno Cicoria – violoncello